# Peter Kennaugh
Peter Kennaugh, MBE (Douglas, 15 giugno 1989), è un ex pistard e ciclista su strada britannico. Nel 2012, come parte del quartetto britannico, si è laureato campione olimpico e mondiale dell'inseguimento a squadre. Su strada è stato professionista dal 2010 al 2019.

## Carriera
Kennaugh è nato nella stessa città di Mark Cavendish, Douglas, sull'Isola di Man. Inizia a correre all'età di sei anni e si dedica alla pista nelle categorie giovanili laureandosi, tra l'altro, nel 2006, campione del mondo Juniores dello scratch. Nel 2008, tra i Dilettanti, vince il Gran Premio Capodarco e il Trofeo Internazionale Bastianelli in Italia; l'anno dopo si piazza terzo nella classifica finale del Girobio, aggiudicandosi anche la terza tappa.
Dopo i successi da Under-23, passa professionista nel 2010 con il neonato Team Sky. Nella prova in linea dei campionati britannici Elite di quell'anno conquista un secondo posto dietro Geraint Thomas; viene poi anche chiamato dalla squadra a partecipare alla Vuelta a España, corsa che però vede il Team Sky ritirarsi in blocco a causa della morte per setticemia del massaggiatore Txema González.
L'anno dopo, con la Nazionale britannica di ciclismo su pista, ottiene il bronzo nell'inseguimento a squadre ai campionati del mondo e l'oro nella medesima specialità ai campionati europei Elite. Nella stessa stagione viene chiamato dal Team Sky per sostituire all'ultimo momento Serge Pauwels al Giro d'Italia: Kennaugh conclude la "Corsa Rosa" all'86º posto. Si classifica poi terzo nella Route du Sud in Francia, terzo nella prova in linea dei campionati nazionali – alle spalle dei compagni di squadra Bradley Wiggins e Geraint Thomas, rispettivamente primo e secondo – e quinto al Tour de Pologne, corsa a tappe del calendario UCI World Tour.
Nel 2012, sempre con il quartetto britannico dell'inseguimento a squadre (oltre a Kennaugh, anche Steven Burke, Ed Clancy e Geraint Thomas), conquista prima il titolo mondiale a Melbourne e poi il titolo olimpico ai Giochi di Londra. In entrambe le occasioni la squadra stabilisce un nuovo record del mondo sulla distanza dei 4 chilometri: 3'53"295 a Melbourne, 3'52"499, poi ritoccato in finale a 3'51"659, a Londra.

## Palmarès

### Pista
- 2006 (Glendene CC)

Campionati del mondo, Scratch Juniores
Campionati europei, Inseguimento a squadre Juniores (con Jonathan Bellis, Adam Blythe e Steven Burke)
Campionati britannici, Chilometro da fermo Juniores
Campionati britannici, Inseguimento individuale Juniores
Campionati britannici, Keirin Juniores
Campionati britannici, Corsa a punti Juniores
- 2007 (Pinarello RT)

Campionati europei, Inseguimento a squadre Under-23 (con Jonathan Bellis, Steven Burke e Ben Swift)
Campionati europei, Inseguimento a squadre Juniores (con Adam Blythe, Mark McNally e Luke Rowe)
Campionati britannici, Corsa a punti Juniores
Sei giorni di Gand Under-23 (con Adam Blythe)
- 2008 (Team 100% Me)

Campionati britannici, Americana (con Mark Cavendish)
Sei giorni di Berlino Under-23 (con Jonathan Bellis)
Sei giorni di Copenaghen Under-23 (con Jonathan Bellis)
Campionati europei, Inseguimento a squadre (con Steven Burke, Mark McNally e Andrew Tennant)
- 2009 (GB Academy)

5ª prova Coppa del mondo 2008-2009, Inseguimento a squadre (Copenaghen, con Steven Burke, Ed Clancy e Chris Newton)
Campionati britannici, Americana (con Mark Christian)
- 2010 (Team Sky)

Campionati britannici, Scratch
Campionati britannici, Inseguimento individuale
- 2011 (Team Sky)

Campionati britannici, Americana (con Luke Rowe)
Campionati britannici, Corsa a punti
Campionati europei, Inseguimento a squadre (con Steven Burke, Ed Clancy e Geraint Thomas)
- 2012 (Team Sky)

Campionati del mondo, Inseguimento a squadre (con Steven Burke, Ed Clancy e Geraint Thomas)
Giochi olimpici, Inseguimento a squadre (con Steven Burke, Ed Clancy e Geraint Thomas)

### Strada
- 2007 (Pinarello RT, una vittoria)

Campionati britannici, Prova in linea Junior
- 2008 (GB Academy, tre vittorie)

Campionati britannici, Prova in linea Under-23
Gran Premio Capodarco
Trofeo Internazionale Bastianelli
- 2009 (GB Academy, due vittorie)

Campionati britannici, Prova in linea Under-23
3ª tappa Girobio (Lonato del Garda > Asiago)
- 2014 (Team Sky, cinque vittorie)

3ª tappa Settimana Internazionale di Coppi e Bartali (Sant’Angelo di Gatteo > Sogliano al Rubicone)
Classifica finale Settimana Internazionale di Coppi e Bartali
Campionati britannici, Prova in linea
1ª tappa Österreich-Rundfahrt (Tulln an der Donau > Sonntagberg)
Classifica finale Österreich-Rundfahrt
- 2015 (Team Sky, due vittorie)

1ª tappa Critérium du Dauphiné (Ugine > Albertville)
Campionati britannici, Prova in linea
- 2016 (Team Sky, due vittorie)

Cadel Evans Great Ocean Road Race
1ª tappa Herald Sun Tour
- 2017 (Team Sky, una vittoria)

7ª tappa Critérium du Dauphiné (Aoste > Alpe d'Huez)
- 2018 (Bora-Hansgrohe, una vittoria)

Grand Prix Pino Cerami

#### Altri successi
- 2014 (Team Sky)

2ª tappa Settimana Internazionale di Coppi e Bartali (Cronometro a squadre)
Classifica a punti Österreich-Rundfahrt
- 2016 (Team Sky)

1ª tappa Vuelta a España (Ourense Termal/Balneario de Laias > Parque Náutico Castrelo de Miño, cronosquadre)

## Piazzamenti

### Grandi Giri
- Giro d'Italia

2011: 86º
2012: ritirato (17ª tappa)
- Tour de France

2013: 77º
2015: ritirato (16ª tappa)
- Vuelta a España

2010: non partito (8ª tappa)
2014: 71º
2016: 42º

### Classiche monumento
- Milano-Sanremo

2016: 49º
- Liegi-Bastogne-Liegi

2017: ritirato
- Giro di Lombardia

2015: 72º
2016: 26º

### Competizioni mondiali
- Campionati del mondo su pista

Pruszków 2009 - Americana: 6º
Apeldoorn 2011 - Inseguimento a squadre: 3º
Melbourne 2012 - Inseguimento a squadre: vincitore
- Campionati del mondo su strada

Mendrisio 2009 - In linea Under-23: 4º
Ponferrada 2014 - In linea Elite: 82º
Bergen 2017 - In linea Elite: 36º
Innsbruck 2018 - In linea Elite: 16º
- Giochi olimpici

Londra 2012 - Inseguimento a squadre: vincitore